# Londyńskie Wyznanie Wiary z 1689 roku
Londyńskie Wyznanie Wiary z 1689 roku (dalej: LWW) lub Konfesja II londyńska  
, zostało ogłoszone przez reformowanych baptystów w Anglii, by formalnie wyrazić baptystyczną i protestancką wiarę o wyraźnie reformowanym (kalwińskim) zabarwieniu. 
LWW to drugie w historii baptystyczne wyznanie wiary, po Wyznaniu 7 Zborów Londyńskich z 1644  r., które było wydane jedynie na użytek własny prześladowanych zborów baptystycznych. 
LWW jest bardzo podobne do Westminsterskiego Wyznania Wiary z 1646 roku (dalej: WWW), powstałego wśród angielskich purytan. Wynika to z faktu, iż baptyzm jest w swym rodowodzie w znacznej mierze ruchem purytańskim. Drugim "rodzicem" duchowym baptyzmu jest mennonityzm (jeden z ruchów anabaptystycznych). 
LWW przychyla się również do purytańskiej zasady liturgicznej Regulative Principle, która orzeka, że składowymi publicznego sprawowania kultu może być tylko to, co nakazane w Piśmie Świętym. W odróżnieniu, np. luterska zasada uznaje, że dozwolone jest wszystko to, co nie jest zakazane. 